# Iran op de Paralympische Winterspelen 2014
Iran is een van de landen die deelneemt aan de Paralympische Winterspelen 2014 in Sotsji, Rusland.

## Deelnemers en resultaten
(m) = mannen, (v) = vrouwen 

### Alpineskiën
| Paralympiër   | Onderdeel          | Resultaat | Prestatie |
| ------------- | ------------------ | --------- | --------- |
| Sadegh Kalhor | Slalom, staand (m) | 20e       | 2:01.24   |